# Frida Källgren
Pour les articles homonymes, voir Källgren.

Frida Källgren, née le 9 juillet 1998, est une plongeuse suédoise.

## Palmarès

### Senior
- SM:
  - 2011, Lund - Synchro
  - 2013, Jönköping - Synchro
  - 2013, Stockholm - Synchro
  - 2014, Lund - Synchro